# Pontefract
Pontefract – miasto w północnej Anglii (Wielka Brytania), w hrabstwie West Yorkshire, w dystrykcie metropolitalnym Wakefield. W 2001 roku miasto liczyło 28 250 mieszkańców